# نیکولای دروزدتسکی
نیکولای دروزدتسکی (روسی: Николай Владимирович Дроздецкий؛ ۱۴ ژوئن ۱۹۵۷ – ۲۵ نوامبر ۱۹۹۵) بازیکن هاکی روی یخ اهل روسیه بود.